# Mastacembelus armatus
Mastacembelus armatus é uma espécie de peixe de água doce pertencente à família Mastacembelidae.